# Karl Schweitzer
Karl Schweitzer (ur. 7 sierpnia 1952 w Sankt Michael im Burgenland) – austriacki nauczyciel i polityk, parlamentarzysta krajowy, deputowany do Parlamentu Europejskiego IV kadencji, sekretarz stanu w austriackim rządzie.

## Życiorys
W 1976 ukończył studia nauczycielskie na Karl-Franzens-Universität Graz. Pracował jako nauczyciel geografii i wychowania fizycznego, od 1976 do 1990 zatrudniony w szkole Bundeshandelsakademie und Bundeshandelsschule Oberwart.
Działacz Wolnościowej Partii Austrii (FPÖ), w latach 2001–2003 był sekretarzem generalnym tego ugrupowania. Od 1992 zasiadał w radzie miejskiej w Oberwart. Pomiędzy 1990 a 2003 sprawował mandat posła do Rady Narodowej w okresie pięciu kadencji. W latach 1995–1996 był eurodeputowanym IV kadencji w ramach delegacji krajowej. Od 2003 do 2007 zajmował stanowisko sekretarza stanu w urzędzie kanclerza (w rządzie, którym kierował Wolfgang Schüssel).
Po dokonanym w 2005 rozłamie w FPÖ działał w Sojuszu na rzecz Przyszłości Austrii (BZÖ), stanął na czele struktur tej partii w kraju związkowym Burgenland. Do czasu przejścia w 2012 na emeryturę ponownie pracował jako nauczyciel.
Odznaczony Odznaką Honorową za Zasługi dla Republiki Austrii (Złotą w 1999 i Wielką Srebrną na Wstędze w 2007).